# Abdelhamid Abaaoud
Abdelhamid Abaaoud, né le 8 avril 1987 à Anderlecht en Belgique et mort le 18 novembre 2015 à Saint-Denis en France, est un terroriste djihadiste belgo-marocain.
Abaaoud passe sa jeunesse dans la commune de Molenbeek-Saint-Jean à Bruxelles. Il se fait connaître d'abord pour des faits de petite délinquance. Mis en examen pour association de malfaiteurs, il est placé sous contrôle judiciaire. Après s'être radicalisé, il rejoint les rangs de l'État islamique (EI) en Syrie en 2013 et devient un membre de l'Amniyat, le service de renseignement de l'EI. Dès lors, son nom est apparu dans plusieurs dossiers liés au terrorisme islamiste. Il est notamment impliqué dans les attentats déjoués à Verviers en janvier 2015 et la même année, dans l'attentat du train Thalys.
Il est accusé d'être le commandant opérationnel des attentats perpétrés en Île-de-France le 13 novembre 2015 qui font 130 morts . Il participe directement au mitraillage des terrasses des cafés et restaurants de l'est parisien. Parvenant à prendre la fuite après les attentats, il est finalement tué lors de l'opération policière du 18 novembre 2015 à Saint-Denis lorsque son complice Chakib Akrouh se fait exploser avec une ceinture d'explosifs.
Avant sa mort, il était devenu ce que le journaliste David Thomson qualifie de « visage le plus connu du djihad francophone ». Abaaoud se vantait de pouvoir franchir les frontières européennes très facilement, alors qu'il faisait l'objet d'un mandat d'arrêt international.

## Noms
Abdelhamid Abaaoud (en arabe : عبد الحميد أباعود (ʿAbd al-Ḥamīd ʾAbbaʿūd)) a plusieurs kunya, un type de surnom, traditionnel du monde arabe, utilisé par les djihadistes pour se forger des noms de guerre. Il est ainsi connu sous les pseudonymes Abou Omar Soussi (en arabe : أبو عمر السوسي, « Abou Omar du Souss », région d’origine de sa famille) et Abou Omar al-Baljīkī (en arabe : أبو عمر البلجيكي, « Abou Omar le Belge »).

## Biographie

### Origines et enfance
Abdelhamid Abaaoud fait partie d'une famille de six enfants dont il est l'aîné. Son père est venu du Maroc pour s'installer en Belgique en 1975. Né à Anderlecht, Abdelhamid Abaaoud a la double nationalité belge et marocaine. Il grandit dans le quartier de Beekkant à Molenbeek-Saint-Jean, une commune à forte concentration musulmane.
Ses parents l'inscrivent en 1999 dans un établissement scolaire catholique réputé d'Uccle, le collège Saint-Pierre, qu'il fréquente un an. Un de ses anciens camarades de classe le décrit en ces termes en janvier 2015 : « Il était très impoli et se foutait de la gueule de tout le monde. C’était un petit con. Par contre, il n’avait rien d’un extrémiste. Quand je l’ai vu dans une vidéo il y a quelques mois, je l’ai reconnu : le même sourire, la même manière de parler »,.

### Délinquance et délits de droit commun
Dès 2002, il a des démêlés avec la justice belge et multiplie les séjours en prison, entre 2006 et 2012, pour des peines de droit commun n’excédant pas trois mois. Condamné pour des affaires de braquage, Abdelhamid Abaaoud rencontre en prison, en 2010, Salah Abdeslam, un des terroristes des attentats de novembre 2015 à Paris. Son ex-avocat le décrit comme quelqu'un qui avait plutôt une mentalité de suiveur et explique que les faits qui lui étaient reprochés à l'époque relevaient de « la petite délinquance sans grande envergure qui ne révélait en rien ce qu’il allait advenir plus tard ». Il est décrit comme « un bon vivant » par ceux qui le connaissaient, « ça arrivait de le retrouver raide saoul, au petit matin, sur la place communale ».

### Signalement à la sûreté de l'État
Une fiche de synthèse des services de renseignement belges précise que son père, Omar Abaaoud, a été auditionné en février 2014 et ce dernier déclare que la radicalisation de son fils a commencé dès sa sortie de l'établissement pénitentiaire de Forest (Bruxelles) en septembre 2012. Il se met alors à porter la barbe et change ses fréquentations.

### Radicalisation et djihadisme
Abdelhamid Abaaoud rejoint la Syrie avec six autres personnes en 2012 ou en février 2013,. Il devient l'une des figures les plus médiatiques du djihadisme belge en raison notamment de son activité sur Facebook.
En Syrie, Abaaoud intègre d'abord la brigade al-Mouhajirine, dirigée par Abou Omar al-Chichani. En mars 2013, cette brigade fusionne avec trois autres groupes pour former un nouveau mouvement : Jaych al-Mouhajirine wal-Ansar,. Placé à la tête de ce groupe, Abou Omar al-Chichani fait cependant défection et annonce officiellement son allégeance à l'État islamique en Irak et au Levant en septembre 2013 ; la majeure partie de ses combattants, dont Abaaoud, le suivent.
Abaaoud regagne l'Europe entre septembre 2013 et fin janvier 2014. Il retourne à Molenbeek-Saint-Jean où la police belge le repère en septembre 2013. Il est ensuite contrôlé le 20 janvier 2014 à l'aéroport de Cologne où il s'embarque pour Istanbul. Il se trouve alors en compagnie d'un homme d'origine malienne mort ultérieurement en Syrie et de son jeune frère Younès, âgé de 13 ans qu'il a emmené, sans prévenir ses parents, à la sortie de l'école. Younès est à ce moment-là considéré comme le plus jeune djihadiste de l’État islamique. Des éléments d'enquête ont permis d’établir qu’Abdelhamid Abaaoud avait été en contact avec Mehdi Nemmouche en janvier 2014, quatre mois avant le quadruple assassinat du Musée juif à Bruxelles. Il a d’ailleurs fait partie du groupe de combattants auquel appartenait Mehdi Nemmouche.
En mars 2014, une vidéo tournée à Azaz par des djihadistes francophones et récupérée par l'Armée syrienne libre (ASL) est diffusée par BFM TV : Abaaoud y apparaît hilare au volant d'une voiture, en train de tracter les corps de rebelles tués dans des combats,. Cette vidéo a été achetée dans la zone frontalière turco-syrienne par des journalistes français à des membres de l'Armée syrienne libre ayant retrouvé le fichier dans un téléphone portable abandonné par des djihadistes dans les environs d'Alep,. La scène aurait eu lieu le 12 février 2014 à Haritan, au nord-ouest d'Alep, après des combats entre rebelles et djihadistes qui avaient fait une centaine de morts. D'autres images de même provenance, mais que les médias ont choisi de ne pas diffuser, montrent Abdelhamid Abaaoud en train de jouer au football avec une tête décapitée. En août 2014, les autorités belges émettent un mandat d'arrêt international à son encontre.
Au début de l'année 2014, Abdelhamid Abaaoud combat les rebelles avec d'autres francophones dans la région d'Alep. Rappelé à Raqqa, le groupe d'Abaaoud est versé dans la katiba al-Battar, une unité à l'origine libyenne. À la fin du printemps 2014, Abaaoud est envoyé combattre l'armée syrienne à Deir ez-Zor. Vers juillet 2014, il est nommé émir au sein de la katiba al-Battar, il a alors sous ses ordres 170 combattants francophones. Par la suite Abaaoud est recruté par l'Amniyat, les services de renseignement de l'État islamique.
À l'automne 2014, alors que l'État islamique diffuse sur internet de fausses informations sur sa mort, Abaaoud quitte la Syrie flanqué d'un garde du corps marocain et se rend à Edirne, une ville turque située près des frontières grecque et bulgare. Il s'installe ensuite à Athènes, où il supervise la Cellule de Verviers et fait envoyer en Belgique deux combattants de la katiba al-Battar,,,. Il est cependant repéré par la DGSE. Le 15 janvier, les choses se précipitent lorsque, convaincue par des écoutes dans la planque de Verviers qu'un attentat est imminent, la police belge lance une opération au cours de laquelle les deux terroristes de la katiba al-Battar sont tués. Après l'opération belge, la police grecque tente d'arrêter Abaaoud. Des membres de la CIA, du Mossad et la DGSE se rendent à Athènes. Deux complices d'Abaaoud sont arrêtés, mais ce dernier réussit à fuir. Il regagne ensuite la Syrie, comme il l'indique dans une interview à Dabiq, le magazine de l'EI, dans lequel il nargue les forces de sécurité belges.
En juillet 2015, il est condamné par contumace par la justice belge à 20 ans de prison dans un procès sur les filières de recrutement de djihadistes belges pour l’État islamique. La presse britannique fait état d'un voyage qu'il aurait fait en Grande-Bretagne au cours de l'année 2015, où il aurait rencontré des djihadistes à Birmingham et Londres.
Son rôle dans la préparation de djihadistes étrangers avec pour objectif de commettre des attentats en Occident a été mis en relief grâce au témoignage d’un Français ayant combattu en Syrie. Ce dernier, Reda Hame, qui est arrêté à son retour en France en août 2015 et se déclare « repenti » décrit un mode opératoire d'attentat qui lui avait été conseillé par Abaaoud, identique à celui de l'attaque du Bataclan commise quelques mois plus tard.
Le nom d'Abaaoud apparaît aussi dans deux autres dossiers terroristes avec des degrés d'implication variés : l’attaque du Thalys du 21 août 2015 par Ayoub El Khazzani et l’attaque prévue d’une église de Villejuif par Sid Ahmed Ghlam. Un rapport rédigé par le FBI indique qu'Abdelhamid Abaaoud aurait fait appeler sa famille en Belgique pour annoncer sa mort. Cette mise en scène lui a permis de faire des déplacements en Europe sans éveiller les soupçons. Il a ainsi pu diriger une cellule de l'État islamique en Belgique et organiser différents projets d'attentats. Selon un rapport publié en janvier 2018 par deux chercheurs espagnols, Fernando Reinares et Carola Garcia-Calvo, dans la revue américaine du Combating Terrorism Center de l’académie militaire de West Point à propos des attentats de Barcelone et Cambrils, Abdelhamid Abaaoud aurait voulu lancer en 2015 à Barcelone une série d'attentats du même modèle que ceux des attentats du 13 novembre 2015 en France (attaques coordonnées avec des kalachnikov et des ceintures explosives dans des salles de concerts, des restaurants et lors de rencontres sportives). Toutefois, ils estiment que ce réseau de 2015 n'était pas lié à la cellule qui a finalement commis les attentats d'août 2017, l'homme-clef étant alors le Marocain Abdeljalil Ait el-Kaid, originaire de la localité espagnole de Torrevieja et qui avait rejoint la Syrie en septembre 2014, où il était entré en contact avec le cercle d'Abdelhamid Abaaoud. Sa mission d'organisation d'attentats à Barcelone avait été déjouée grâce à un signalement des autorités espagnoles qui avait conduit à son arrestation en juin 2015 à Varsovie puis son transfert et son incarcération le mois suivant en Espagne.
Selon le quotidien Le Parisien, un espion de l’EI tel qu'Abdelhamid Abaaoud toucherait environ 50 000 € de rétribution personnelle pour une attaque fomentée en Europe.

### Attentats du 13 novembre 2015

#### Implication
Abdelhamid Abaaoud est associé aux attentats de novembre 2015 en France, dont il pourrait être le commandant opérationnel,,,, dont le principal planificateur aurait été Oussama Atar. Avant de revenir en Europe en se mêlant aux réfugiés fuyant la Syrie en pleine crise migratoire en 2015-2016, il aurait envoyé en juin 2015 en éclaireur l'Algérien Bilal C. alors âgé de 20 ans via les îles grecques, la Macédoine et la Serbie avant d'être interpellé par la police hongroise le 16 juillet 2015 à la gare de Györ alors qu'il tentait de prendre le train pour l'Autriche avec de faux papiers syriens au nom de Jdjrad Samas. Abaaoud est également soupçonné d’avoir radicalisé les frères Abdeslam. Les services de renseignement français le considéraient depuis plusieurs mois comme l’un des principaux architectes de projets d’attaques visant le sol, mais sa présence sur le sol français n'avait jamais été relevée, y compris avant, pendant et juste après les attentats du 13 novembre.
Alors qu'on le croyait en Syrie, les enquêteurs parviennent a posteriori à identifier sa présence. Selon une étude du Centre d’analyse du terrorisme dirigé par Jean-Charles Brisard et publiée en novembre 2016 par la revue américaine spécialisée du Combating Terrorism Center (en), CTC Centinel, Abaaoud serait revenu en Europe durant l'été 2015 en compagnie d'Ayoub El Khazzani, leur présence étant prouvée le 1er août 2015 en Hongrie. Entrés par le poste-frontière avec la Serbie de Röszke dissimulés dans un groupe de migrants, ils passent quelques nuits au Swing Hotel de Budapest puis Abaaoud se rend en Belgique par la route via l'Autriche. Sa trace est identifiée dans un appartement loué par les terroristes en octobre 2015 à Charleroi en prévision des attaques. Après l'opération policière du 18 novembre 2015, plusieurs riverains le reconnaissent et disent l'avoir aperçu avec des amis dans les cafés rue de la République : « Il ne se cachait pas. Mais il était alors impossible de savoir qu'il était l'homme le plus recherché de France ». Il fait partie du groupe de trois terroristes, avec Brahim Abdeslam, qui déclenche sa ceinture explosive après les attaques, et Chakib Akrouh, qui a mitraillé des terrasses dans les 10e et 11e arrondissements. Se déplaçant à bord d'une Seat León immatriculée en Belgique, ils ouvrent le feu à trois reprises sur des personnes attablées à des terrasses de bars et de restaurants. La voiture ayant transporté le commando est retrouvée après les attentats dans une ruelle de Montreuil. À l'intérieur, les enquêteurs retrouvent les trois kalachnikov utilisées lors des attaques. Sur l'une d'elles sont présentes des traces d'ADN d'Abaaoud,. Deux cent cinquante mètres plus loin, les caméras de surveillance de la station de métro Croix de Chavaux enregistrent son passage à 22 h 14. Il est accompagné de Chakib Akrouh. Leur trace est une nouvelle fois enregistrée à la station Nation à 22 h 28. À 0 h 28, environ vingt minutes après le début de l'assaut mené par les forces spéciales, leur téléphone est détecté à proximité du Bataclan, rue Saint-Ambroise. Ils se sont sans doute retrouvés parmi la foule de badauds observant l'intervention policière. Les deux hommes rejoignent ensuite Aubervilliers en transport en commun. Leur téléphone y est détecté à 0 h 44. Grâce à ce portable, ils restent en contact régulier avec une ligne localisée en Belgique.

#### Traque et mort

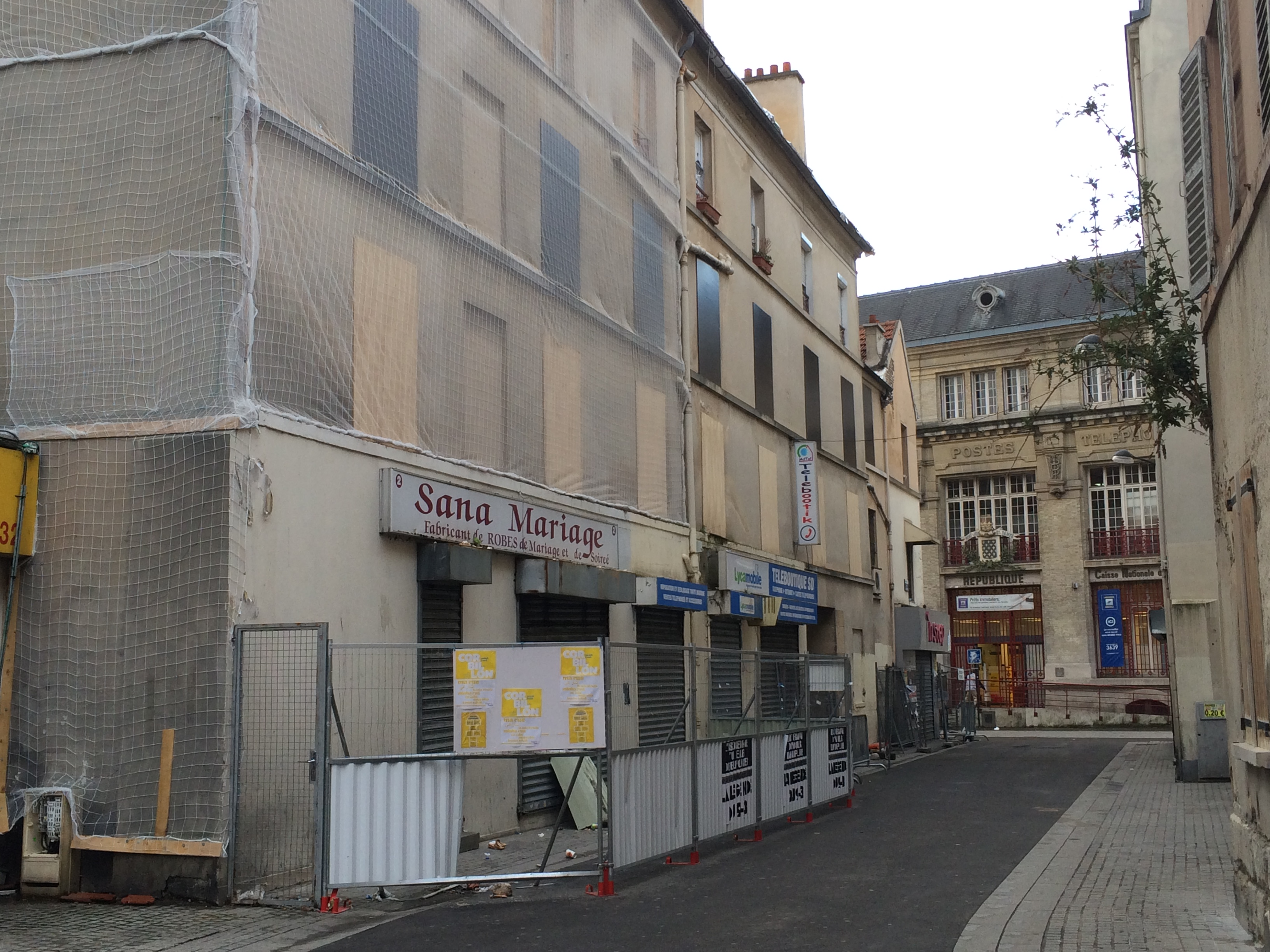
L'immeuble rue du Corbillon à Saint-Denis où il trouve la mort.

Après les attentats, Abdelhamid Abaaoud et Chakib Akrouh se terrent sur un talus végétalisé situé en contrebas de l'A86 dans une zone d'entrepôts à Aubervilliers, rue Marcel-Carné, dans le département de la Seine-Saint-Denis. Les enquêteurs sont mis sur la piste de cette planque par un renseignement parvenu le 16 novembre en fin d'après-midi, faisant état de la présence d'individus en lien avec les attentats dans une zone industrielle. Les enquêteurs de terrain en sont informés le mardi 17 et, pour avoir la preuve par l'image, installent une caméra en début d'après-midi en direction du talus et guettent les allées et venues. À 20 h 10 ils aperçoivent une jeune femme, qui se révélera être Hasna Aït Boulahcen, s'approcher des fourrés, un portable à l'oreille. Une minute plus tard un homme, que les enquêteurs identifieront ultérieurement comme Chakib Akrouh apparaît puis à 20 h 13, les policiers reconnaissent Abaaoud émergeant des bosquets. La planque est décrite comme un « igloo végétal » invisible de l'extérieur. Les données du téléphone et des reliefs de nourriture permettent d'établir qu'ils s'y sont cachés quelques heures après les attentats et y sont restés quatre jours et trois nuits. L'équipe chargée de la filature décide de ne pas intervenir directement car Abaaoud porte un gilet fermé, ce qui laisse craindre qu'il soit équipé d'une ceinture explosive.
Le trio monte dans un taxi, qui est suivi par la police et dépose Abaaoud et ses complices chez Jawad Bendaoud rue du Corbillon à Saint-Denis. Des caméras de vidéo surveillance montrent à 22 h 14 Abaaoud franchissant l'entrée de l'immeuble qui constituera sa dernière planque. Ils sont tués au cours de l'opération policière du 18 novembre 2015 menée dans la nuit par le RAID et la BRI. Le corps d'Abaaoud est formellement identifié par le parquet de Paris le 19 novembre 2015 grâce à ses empreintes digitales.
L'assaut des forces de l'ordre a été particulièrement violent. Le procureur de la République de Paris François Molins, chargé de l’enquête, déclare lors d'une conférence de presse le 20 novembre que les policiers ont essuyé des « tirs très nourris et quasi ininterrompus » « pendant près d’une heure », le RAID faisant usage de grenades et tirant près de 5 000 munitions. Cependant, il apparaîtra plus tard que les terroristes n'avaient comme seul arme de tir qu'un Browning sans chargeur, les tirs reçus par les policiers venant selon toute vraisemblance de leurs collègues. Selon le rapport d'autopsie, la mort d'Abaaoud est due aux suites de l'explosion de Chakib Akrouh qui s'est fait sauter à l'aide d'une ceinture d'explosifs, provoquant « un effet de blast et de polycriblage notamment par éléments métalliques (boulons) ».
D’après le procureur François Molins, Abaaoud et Akrouh avaient projeté « de se faire exploser le mercredi 18 ou le jeudi 19 novembre à La Défense ».

### Dans la fiction
- Rebel, film franco-belge créé par Adil El Arbi et Bilall Fallah en 2022 : le personnage Kamal Wasaki est basé sur l'histoire d'Abdelhamid Abaaoud.
- Novembre (film, 2022) de Cédric Jimenez est un film français retraçant les attentats de novembre 2015 et la traque d'Abaaoud.